# Carlos Dip
Carlos Elias Dip (1928 – 2 december 2006) was een prominent staatsrechtsjurist in de Nederlandse Antillen. 
Dip was van 1970 tot 1975 medeoprichter en de eerste directeur van de Rechtshogeschool van de Nederlandse Antillen, die vanaf 1974 de Hogeschool en vanaf 1979 de Universiteit van de Nederlandse Antillen (UNA) heette. Ook was hij daar docent staatsrecht arbeidsrecht. Daarnaast was hij van 1971 tot 1976 voorzitter van de Sociaal-Economische Raad (SER), en was hij zeventien jaar lang commissaris bij de Antilliaanse Televisie Maatschappij (ATM).
Hierna werd Dip adviseur van de Nederlands-Antilliaanse regering als hoofd Juridische en later ook Algemene Zaken. Hij hield zich als jurist en adviseur veel bezig met de staatsinrichting van de Nederlandse Antillen en was lid van verschillende adviescommissies, zo was hij in 1979 het hoofd van de juridische afdeling van de Koninkrijkswerkgroep, die ging over de verhoudingen tussen de eilanden. In 1989 ging hij met pensioen als ambtenaar.
Dip bleef zich daarna bezighouden met het staatsrecht, en werd in zijn pensioenperiode vicevoorzitter van de Raad van State, en was tot zijn overlijden in 2006 minister van staat. In 1995 verleende de UNA hem een eredoctoraat, vanwege de bijdrage die hij heeft geleverd aan de beoefening van het Antilliaanse staatsrecht.

## Onderscheiding
- Grootofficier in de Orde van Francisco de Miranda, onderscheiden in 1978 voor het onderhandelen over de zeegrenzen tussen het Koninkrijk der Nederlanden en Venezuela.[14]

- Digitale Bibliotheek voor de Nederlandse Letteren: dip_001